# Impossible (film)
Pour les articles homonymes, voir Impossible (homonymie).
Pour plus de détails, voir Fiche technique et Distribution.
Impossible (不可思异, Bu ke si yi) est un film chinois réalisé par Sun Zhou, sorti en 2015.

## Synopsis
Un extra-terrestre entre en contact avec un homme dépressif, Tang Liguo.

## Fiche technique
- Titre : Impossible
- Titre original : 不可思异 (Bu ke si yi)
- Réalisation : Sun Zhou
- Scénario : Sun Zhou
- Musique : Daniel Alcheh et Deddy Tzur
- Production : Ting Liang
- Société de production : Star Union Skykee Film Investment Co, China Film Group Corporation, Pearl River Film Group, Huace Pictures, Hefei Radio and Television Investment, Alibaba Group Hangzhou, Huaxia Film Distribution, Beijing Media,  Sichuan Zhiyou Culture Communication, Goldsome Pictures, Global Haoxiang Television Media, Jiuzhou Daguan Pictures, Studio City Cultural Investment & Development, WJTimes & Creative, iQIYI Motion Pictures, Star Union Skykee International Media et Beijing Bereal Picture
- Pays :  Chine
- Genre : Comédie et science-fiction
- Durée : 94 minutes
- Dates de sortie : 
  -  Chine : 4 décembre 2015

## Distribution
- Wang Baoqiang : Tang Liguo
- Cheng Yi : Tian Ye
- Dong Chengpeng : Wu Yiran
- Shen He : Wang Ruoshui

## Box-office
Le film a rapporté 8,52 millions de dollars lors de sa semaine de sortie en Chine